# Dirk David van Dijk
Dirk David van Dijk (Benthuizen, 9 oktober 1821 - Haarlemmermeer, 27 juli 1905) was een Nederlands meester molenmaker en timmerman uit Piershil. Op latere leeftijd bemaalde hij zelf ook een molen en werd daarmee ook molenaar. Van Dijk was geruime tijd werkzaam en woonachtig in Piershil, waar hij in 1846 trouwde met Willemijntje Andeweg. Uit dit huwelijk zijn geen kinderen voortgekomen. 
In de verhalen van Cornelis Johannes Kieviet rondom het personage van  Dik Trom komt een molenaar Van Dijk voor. Het is aannemelijk dat Dirk David van Dijk hiervoor symbool heeft gestaan. Kieviet baseerde veel van zijn verhalen op de werkelijkheid.

## Stijlkenmerken
Van zijn hand zijn met zekerheid een aantal molens overgeleverd, waaronder  De Arend (1844, Zuidland), Simonia (1845, Piershil),  De Bernissemolen (1851, Geervliet) en  De Eersteling (1856, Hoofddorp). Deze laatste bemaalde Van Dijk ook zelf. Van een aantal verdwenen en nog bestaande molens bestaat het vermoeden dat zij door Van Dijk zijn gebouwd, gebaseerd op stijlkenmerken van de molens. Typische Van Dijk kenmerken zijn:
- getande gemetselde rand onder de kuip, ook wel “muizentandjes” genoemd
- achterkeuvelens met 2 rechthoekige, staande raampjes, aan weerszijden van de staart
- zeer lichte flesvorm romp
- bepaalde delen van het interieur, bijvoorbeeld (steen)kuipen, vloerbinten en het gangwerk, in een donkerbruine verfstof welke toen onder de naam “Brussels aarde” bekend stond

### Overzicht werken (selectie)
| titel/omschrijving                | locatie         | jaar | status                     | opmerking                                           | bron                                  |
| --------------------------------- | --------------- | ---- | -------------------------- | --------------------------------------------------- | ------------------------------------- |
| De Noord                          | Rotterdam       | ?    | afgebroken                 | toeschrijving latere verbouw?                       | Molen startpagina                     |
| De Korenmolen/ Molen van Brinkman | Hoogvliet       | 1834 | afgebroken                 | wellicht latere verbouw door Van Dijk               | Database verdwenen molens             |
| De Arend                          | Zuidland        | 1844 | in bedrijf                 |                                                     | Molendatabase                         |
| De Hoop                           | Ouddorp         | 1845 | in bedrijf (professioneel) | eerdere toeschrijving, waarschijnlijk niet Van Dijk | Molendatabase                         |
| Simonia                           | Piershil        | 1845 | in bedrijf                 |                                                     | Molendatabase                         |
| De Zwaan                          | Ouddorp         | 1846 | in bedrijf, museum         |                                                     | Molendatabase                         |
| De Eendracht                      | Dirksland       | 1846 | in bedrijf                 |                                                     | Molendatabase                         |
| De Laat/ Molen van Jacobs         | Oude-Tonge      | 1846 | afgebroken                 | vermoedelijk Van Dijk                               | Database verdwenen molens             |
| De Vier Winden                    | Sint-Annaland   | 1847 | buiten bedrijf             |                                                     | Molendatabase                         |
| De Verwachting                    | Tholen          | 1848 | toeschrijving              | buiten bedrijf, tentoonstelling                     | Molen startpagina                     |
| Het Hert                          | Rhoon           | 1849 | afgebroken                 | toegeschreven aan Van Dijk                          | Database verdwenen molens             |
| De Hoop                           | Zierikzee       | 1850 | in bedrijf                 | toeschrijving?                                      | Molen startpagina                     |
| Bernisse Molen                    | Geervliet       | 1851 | horeca                     |                                                     | Molendatabase                         |
| De Nieuwe Molen/ De Graanhalm     | Poortvliet      | 1851 | restant                    | toeschrijving?                                      | Molen startpagina                     |
| Windlust                          | Achthuizen      | 1852 | in bedrijf                 |                                                     | Molendatabase                         |
| De Vrede                          | Oud-Beijerland  | 1853 | afgebroken                 | toeschrijving?                                      | Molen startpagina                     |
| Windlust                          | Westmaas        | 1853 | in bedrijf                 |                                                     | Molendatabase                         |
| Landzicht(Landzigt)               | Numansdorp      | 1856 | restant                    |                                                     | Rotterdamsche Courant (21 maart 1856) |
| Korenlust                         | Stellendam      | 1856 | in bedrijf                 | eerdere toeschrijving, waarschijnlijk niet Van Dijk | Molendatabase                         |
| De Eersteling                     | Hoofddorp       | 1856 | in bedrijf (professioneel) |                                                     | Molendatabase                         |
| Landzigt                          | Zuid-Beijerland | 1857 | in bedrijf (professioneel) |                                                     | Molendatabase                         |
| Windlust                          | Wateringen      | 1869 | in bedrijf, winkel         | vermoeden?                                          | Molen startpagina                     |